# His Trysting Place
His Trysting Place (br: O engano / pt: Charlot papá) é um filme mudo de curta-metragem estadunidense de 1914, do gênero comédia, escrito, dirigido e protagonizado por Charles Chaplin.

## Sinopse
Clarence e  Ambrose encontram-se em um restaurante e, depois de uma briga fútil por comida no balcão, no fim da contenda, ambos trocam acidentalmente de casaco no chapeleiro do estabelecimento. Clarence ia pegar uma mamadeira e Ambrose ia enviar uma carta de amor que estava em seu casaco. A esposa de Clarence encontra a carta e pensa que ele tem uma amante, e a esposa de Ambrose acha a mamadeira e pensa que ele tem um filho com outra mulher. Discussões acontecem no parque e, quando tudo está praticamente resolvido, Clarence arruma outra confusão com o outro casal, ao mostrar para a esposa de seu amigo a carta que estava em seu bolso. 

## Elenco
- Charles Chaplin .... Clarence
- Mabel Normand .... Mabel
- Mack Swain .... Ambrose
- Phyllis Allen .... esposa de Ambrose
- Glen Cavender .... cozinheiro / policial (não creditado)
- Ted Edwards .... comensal com sapatos brancos (não creditado)
- Vivian Edwards .... mulher fora do restaurante (não creditada)
- Billy Gilbert .... dono do restaurante (não creditado)
- Frank Hayes .... comensal (não creditado)